# Färöische Fußballmeisterschaft 2022
Die Färöische Fußballmeisterschaft 2022 war die 80. Saison der höchsten färöischen Fußballliga. Die Liga hieß offiziell Betrideildin nach dem Hauptsponsor Betri Banki. Sie startete am 5. März 2022 mit dem Spiel zwischen 07 Vestur und Víkingur Gøta und endete am 22. Oktober 2022.
Die Aufsteiger Skála ÍF und AB Argir kehrten nach jeweils einem Jahr in die höchste Spielklasse zurück. Meister wurde Titelverteidiger KÍ Klaksvík, die den Titel somit zum 20. Mal erringen konnten. Absteigen mussten hingegen NSÍ Runavík nach 26 Jahren sowie Skála ÍF nach einem Jahr Erstklassigkeit.
Im Vergleich zur Vorsaison verschlechterte sich die Torquote auf 3,27 pro Spiel, was den niedrigsten Schnitt seit 2019 bedeutete. Den höchsten Sieg erzielte KÍ Klaksvík mit einem 8:0 im Heimspiel gegen Skála ÍF am 17. Spieltag. Die torreichsten Spiele absolvierten 07 Vestur und EB/Streymur mit einem 5:4 am 15. Spieltag sowie B68 Toftir und Skála ÍF mit einem 7:2 am 27. Spieltag.

## Modus
In der Betrideildin spielte jede Mannschaft an 27 Spieltagen jeweils drei Mal gegeneinander. Die punktbeste Mannschaft zu Saisonende war Meister und nahm an der Qualifikation zur Champions League teil, während die letzten beiden Mannschaften in die 1. Deild, die färöische Zweitklassigkeit, abstiegen.

## Saisonverlauf

### Meisterschaftsentscheidung
Ab dem dritten Spieltag stand KÍ Klaksvík ununterbrochen auf Platz eins, nachdem die ersten zehn Spiele gewonnen wurden und es im torlosen Auswärtsspiel bei Víkingur Gøta am elften Spieltag den ersten Punktverlust gab. Dies waren neben dem 1:1 im vorgezogenen Heimspiel gegen B36 Tórshavn vom letzten Spieltag die einzigen sieglosen Begegnungen. Die Meisterschaft stand nach dem 23. Spieltag fest.

### Abstiegskampf
Skála ÍF belegte durchgehend einen der beiden Abstiegsplätze, wobei von den ersten zehn Begegnungen fünf verloren wurden und fünf unentschieden endeten. Am 15. Spieltag gelang mit einem 5:0 gegen AB Argir der einzige Sieg. Der zweite Absteiger entschied sich zwischen vier Mannschaften, die nach dem 23. Spieltag nur zwei Punkte trennten und zu dem Zeitpunkt jeweils sechs Siege verbuchen konnten. Nachdem 07 Vestur, B68 Toftir und AB Argir ihre Partien am Spieltag darauf jeweils gewinnen konnten, stand Skála als erster Absteiger fest und NSÍ Runavík rutschte nach der 0:3-Heimniederlage gegen KÍ Klaksvík auf den vorletzten Platz. Da kein weiterer Punktgewinn mehr erfolgte, stand der Abstieg nach dem 26. Spieltag fest.

## Vereine
| Mannschaft    | Stadion          | Spielort   |
| ------------- | ---------------- | ---------- |
| 07 Vestur     | á Dungasandi     | Sørvágur   |
| AB Argir      | Skansi Arena     | Argir      |
| B36 Tórshavn  | Gundadalur (12)  | Tórshavn   |
| B36 Tórshavn  | Tórsvøllur (1)   | Tórshavn   |
| B68 Toftir    | Tofta Leikvøllur | Toftir     |
| EB/Streymur   | við Margáir      | Streymnes  |
| HB Tórshavn   | Gundadalur (9)   | Tórshavn   |
| HB Tórshavn   | Tórsvøllur (4)   | Tórshavn   |
| KÍ Klaksvík   | Við Djúpumýrar   | Klaksvík   |
| NSÍ Runavík   | við Løkin (12)   | Runavík    |
| NSÍ Runavík   | í Hólmanum (1)   | Eiði       |
| Skála ÍF      | Undir Mýruhjalla | Skála      |
| Víkingur Gøta | Sarpugerði       | Norðragøta |

## Abschlusstabelle
| Pl. | Verein           | Sp. | S  | U | N  | Tore    | Diff. | Punkte |
| --- | ---------------- | --- | -- | - | -- | ------- | ----- | ------ |
| 1.  | KÍ Klaksvík (M)  | 27  | 25 | 2 | 0  | 078:700 | +71   | 77     |
| 2.  | Víkingur Gøta    | 27  | 18 | 4 | 5  | 069:240 | +45   | 58     |
| 3.  | HB Tórshavn      | 27  | 17 | 4 | 6  | 056:270 | +29   | 55     |
| 4.  | B36 Tórshavn (P) | 27  | 11 | 5 | 11 | 048:290 | +19   | 38     |
| 5.  | EB/Streymur      | 27  | 10 | 5 | 12 | 031:540 | −23   | 35     |
| 6.  | B68 Toftir       | 27  | 9  | 3 | 15 | 037:500 | −13   | 30     |
| 7.  | 07 Vestur        | 27  | 7  | 8 | 12 | 034:610 | −27   | 29     |
| 8.  | AB Argir (N)     | 27  | 8  | 5 | 14 | 033:630 | −30   | 29     |
| 9.  | NSÍ Runavík      | 27  | 6  | 3 | 18 | 031:590 | −28   | 21     |
| 10. | Skála ÍF (N)     | 27  | 1  | 7 | 19 | 025:680 | −43   | 10     |

| (M) | Meister 2021     |
| (P) | Pokalsieger 2021 |

## Kreuztabelle
| 2022          | 07 Vestur | 07 Vestur | AB Argir | AB Argir | B36 Tórshavn | B36 Tórshavn | B68 Toftir | B68 Toftir | EB/Streymur | EB/Streymur | HB Tórshavn | HB Tórshavn | KÍ Klaksvík | KÍ Klaksvík | NSÍ Runavík | NSÍ Runavík | Skála ÍF | Skála ÍF | Víkingur Gøta | Víkingur Gøta |
| ------------- | --------- | --------- | -------- | -------- | ------------ | ------------ | ---------- | ---------- | ----------- | ----------- | ----------- | ----------- | ----------- | ----------- | ----------- | ----------- | -------- | -------- | ------------- | ------------- |
| 07 Vestur     |           |           | 1:3      | 1:1      | 0:1          | 1:1          | 1:0        | 2:6        | 5:4         | –           | 0:4         | –           | 0:6         | –           | 3:2         | –           | 2:0      | –        | 2:3           | 1:1           |
| AB Argir      | 3:3       | –         |          |          | 0:3          | 0:5          | 4:1        | 0:3        | 1:1         | –           | 1:3         | 2:1         | 0:2         | –           | 2:3         | 1:2         | 2:1      | 2:0      | 0:0           | –             |
| B36 Tórshavn  | 3:0       | –         | 1:2      | –        |              |              | 4:1        | 03:1 1     | 5:0         | –           | 0:1         | 0:3         | 0:1         | –           | 1:1         | –           | 5:1      | 5:0      | 0:3           | 0:0           |
| B68 Toftir    | 0:1       | –         | 0:1      | –        | 1:0          | –            |            |            | 0:1         | 1:1         | 1:1         | 0:1         | 0:5         | –           | 0:1         | –           | 2:2      | 7:2      | 0:4           | 0:6           |
| EB/Streymur   | 3:0       | 0:3       | 1:0      | 1:1      | 1:5          | 3:2          | 2:1        | –          |             |             | 1:4         | –           | 0:2         | 0:6         | 3:4         | 1:0         | 1:0      | –        | 1:2           | –             |
| HB Tórshavn   | 2:2       | 3:0       | 3:0      | –        | 1:0          | –            | 1:2        | –          | 2:2         | 2:0         |             |             | 1:2         | –           | 5:1         | 3:1         | 3:0      | –        | 2:1           | 2:1           |
| KÍ Klaksvík   | 3:0       | 2:0       | 6:1      | 4:1      | 1:0          | 1:1          | 2:0        | 3:0        | 3:0         | –           | 2:0         | 1:0         |             |             | 4:2         | –           | 8:0      | –        | 1:0           | –             |
| NSÍ Runavík   | 0:1       | 1:1       | 1:4      | –        | 0:2          | 1:2          | 0:2        | 2:3        | 0:1         | –           | 0:2         | –           | 0:4         | 0:3         |             |             | 2:1      | –        | 1:3           | –             |
| Skála ÍF      | 0:0       | 3:3       | 5:0      | –        | 1:1          | –            | 1:2        | –          | 0:0         | 0:1         | 2:3         | 1:1         | 0:3         | 0:1         | 1:4         | 1:1         |          |          | 1:3           | –             |
| Víkingur Gøta | 6:1       | –         | 4:1      | 7:0      | 2:1          | –            | 2:1        | –          | 1:2         | 4:0         | 4:2         | –           | 0:0         | 1:2         | 3:0         | 2:1         | 4:2      | 2:0      |               |               |

## Torschützenliste
Bei gleicher Anzahl von Treffern sind die Spieler nach dem Nachnamen alphabetisch geordnet.

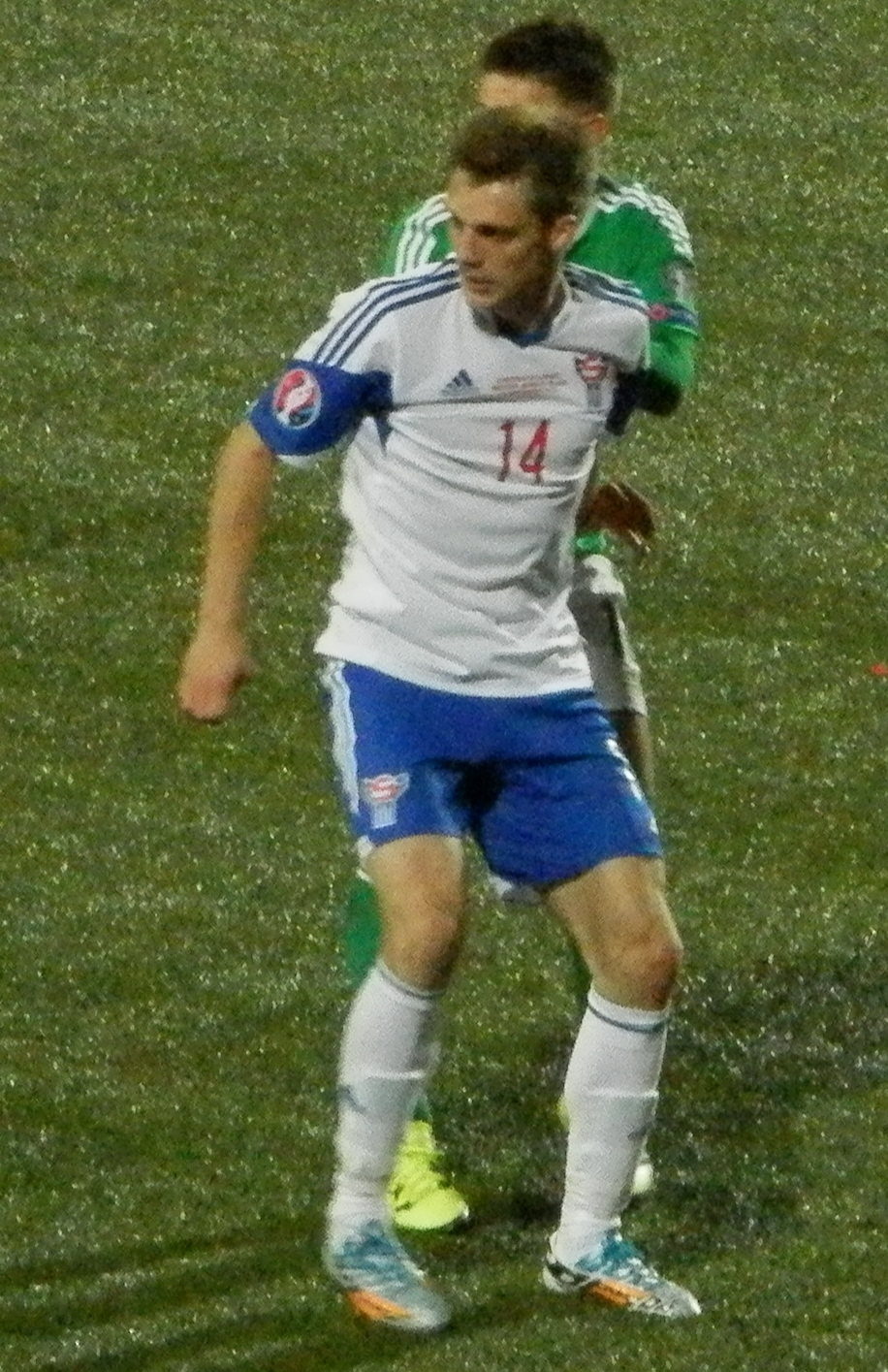
Torschützenkönig Sølvi Vatnhamar

| Pl. | Name                 | Team                          | Tore |
| --- | -------------------- | ----------------------------- | ---- |
| 1.  | Sølvi Vatnhamar      | Vikingur Gota                 | 20   |
| 2.  | Páll Klettskarð      | KÍ Klaksvík                   | 18   |
| 3.  | Jóannes Bjartalíð    | KÍ Klaksvík                   | 17   |
| 4.  | Stefan Radosavljevic | HB Tórshavn                   | 13   |
| 5.  | Mads Borchers        | 07 Vestur                     | 12   |
| 6.  | Árni Frederiksberg   | KÍ Klaksvík                   | 11   |
| 6.  | Uroš Stojanov        | B36 Tórshavn (4) Skála ÍF (7) | 11   |
| 8.  | Martin Klein         | Vikingur Gota                 | 10   |
| 8.  | Pætur Petersen       | HB Tórshavn                   | 10   |
| 8.  | Michal Przybylski    | B36 Tórshavn                  | 10   |

## Trainer
| Mannschaft    | Trainer               | Spieltage |
| ------------- | --------------------- | --------- |
| 07 Vestur     | Michael Schjønberg    | 01–27     |
| AB Argir      | Sámal Erik Hentze     | 01–10     |
| AB Argir      | Jonas Dal Andersen    | 11, 13–15 |
| AB Argir      | Jónas Stenberg        | 12        |
| AB Argir      | Henrik Larsen         | 16–27     |
| B36 Tórshavn  | Dan Brimsvík          | 01–27     |
| B68 Toftir    | Øssur Hansen          | 01–09     |
| B68 Toftir    | André Olsen           | 10        |
| B68 Toftir    | Jákup á Borg          | 11–27     |
| EB/Streymur   | Jákup Martin Joensen  | 01–27     |
| HB Tórshavn   | Kim Engstrøm          | 01–10     |
| HB Tórshavn   | Dalibor Savic         | 11–27     |
| KÍ Klaksvík   | Mikkjal Thomassen     | 01–27     |
| NSÍ Runavík   | Todi Jónsson          | 01–12     |
| NSÍ Runavík   | Poul Helgi Jacobsen   | 01–15     |
| NSÍ Runavík   | Sámal Erik Hentze     | 16–27     |
| Skála ÍF      | Michael Bjørn Nielsen | 01–27     |
| Víkingur Gøta | Jóhan Petur Poulsen   | 01–27     |

Während der Saison gab es bei vier Mannschaften Trainerwechsel. B68 Toftir verbesserte sich daraufhin vom neunten auf den sechsten Rang, HB Tórshavn verbesserte sich um eine Position auf den dritten Platz. NSÍ Runavík verschlechterte sich hingegen um eine Position auf den neunten Platz und AB Argir verschlechterte sich um zwei Plätze auf Rang acht.

## Schiedsrichter
Folgende Schiedsrichter, darunter auch jeweils einer aus Dänemark, Island, Norwegen und Schweden, leiteten die 135 Erstligaspiele:
| Name                     | Stammverein     | Spiele |
| ------------------------ | --------------- | ------ |
| Rúni Gaardbo             | B68 Toftir      | 18     |
| Kári á Høvdanum          | Víkingur Gøta   | 18     |
| Petur Reinert            | Víkingur Gøta   | 16     |
| Eiler Rasmussen          | AB Argir        | 16     |
| Dagfinn Forná            | NSÍ Runavík     | 15     |
| Jóhan Hendrik Ellefsen   | MB Miðvágur     | 13     |
| Alex Troleis             | B68 Toftir      | 12     |
| Bjarki Danielsen         | NSÍ Runavík     | 06     |
| Runi Olsen               | MB Miðvágur     | 06     |
| Rani Andrasson Skaalum   | Undrið FF       | 06     |
| Jákup Øssursson Mohr     | ÍF Fuglafjørður | 02     |
| Adi Aganovic             | -               | 01     |
| Eivind Bodding           | -               | 01     |
| Lasse Læbel Graagaard    | -               | 01     |
| Áki Leitisstein Hansen   | FC Hoyvík       | 01     |
| Egill Arnar Sigurþórsson | -               | 01     |
| Áron Sofus Vest          | KÍ Klaksvík     | 01     |
| Heini Viðoy              | Undrið FF       | 01     |

## Die Meistermannschaft
In Klammern sind die Anzahl der Einsätze sowie die dabei erzielten Tore genannt.
| 1. | KÍ Klaksvík |
|    | Dávid Andreasen (12/1) \| Jákup Andreasen (27/2) \| Jóannes Bjartalíð (26/17) \| Jesper Brinck (20/0) \| Jóannes Danielsen (12/1) \| Odmar Færø (18/0) \| Árni Frederiksberg (26/11) \| Silas Gaard (2/0) \| Olaf Hansen (2/0) \| Anders Holvad (13/1) \| Meinhardt Joensen (1/0) \| René Joensen (24/1) \| Jonn Johannessen (17/4) \| Páll Klettskarð (26/18) \| Claes Kronberg (18/1) \| Dmytro Lytvyn (6/1) \| Mads Mikkelsen (24/6) \| Deni Pavlovic (19/3) \| Børge Petersen (9/0) \| Óli Poulsen (1/0) \| Mathias Rosenørn (27/0) \| Valerijs Sabala (18/7) \| Patrick da Silva (25/0) \| Heini Vatnsdal (24/1) ohne Einsatz: Símun Kalsø, Géza Tamás Turi, Jákup Vilhelmsen - Trainer: Mikkjal Thomassen |

## Nationaler Pokal
Im Landespokal gewann Víkingur Gøta mit 1:0 gegen Meister KÍ Klaksvík.

## Europapokal
2022/23 trat KÍ Klaksvík als Meister des Vorjahres in der 1. Qualifikationsrunde zur Champions League an und verlor das erste Spiel auswärts mit 0:3 gegen FK Bodø/Glimt (Norwegen). Im Rückspiel gelang ein 3:1-Sieg, was dennoch das Ausscheiden bedeutete. Anschließend spielte KÍ in der 2. Qualifikationsrunde zur UEFA Europa Conference League und setzte sich mit 0:0 und 1:0 gegen FK Sutjeska Nikšić (Montenegro) durch. In der 3. Qualifikationsrunde wurde das Auswärtsspiel mit 2:3 gegen KF Ballkani (Kosovo) verloren, im Rückspiel stand es nach Verlängerung 2:1. Das anschließende Elfmeterschießen entschieden die Gäste für sich.
HB Tórshavn startete in der 1. Qualifikationsrunde zur UEFA Europa Conference League und schied nach einem 1:0 und 1:2 nach Verlängerung gegen Newtown AFC (Wales) im Elfmeterschießen aus.
Víkingur Gøta setzte sich in der 1. Qualifikationsrunde zur UEFA Europa Conference League gegen Europa FC (Gibraltar) mit 1:0 und 2:1 durch. In der 2. Qualifikationsrunde verlor Víkingur gegen DAC Dunajská Streda (Slowakei) beide Spiele mit 0:2 und schied damit aus.
B36 Tórshavn spielte als Pokalsieger in der 1. Qualifikationsrunde zur UEFA Europa Conference League gegen FK Borac Banja Luka (Bosnien und Herzegowina). Nachdem das Auswärtsspiel mit 0:2 verloren wurde, stand es im Rückspiel nach Verlängerung 3:1. Das Elfmeterschießen konnte B36 für sich entscheiden. In der 2. Qualifikationsrunde setzte sich B36 Tórshavn mit 1:0 und 0:0 gegen SP Tre Fiori (San Marino) durch. In der 3. Qualifikationsrunde unterlag B36 gegen Viborg FF (Dänemark) mit 0:3 und 1:2.